# FAST (шлем)

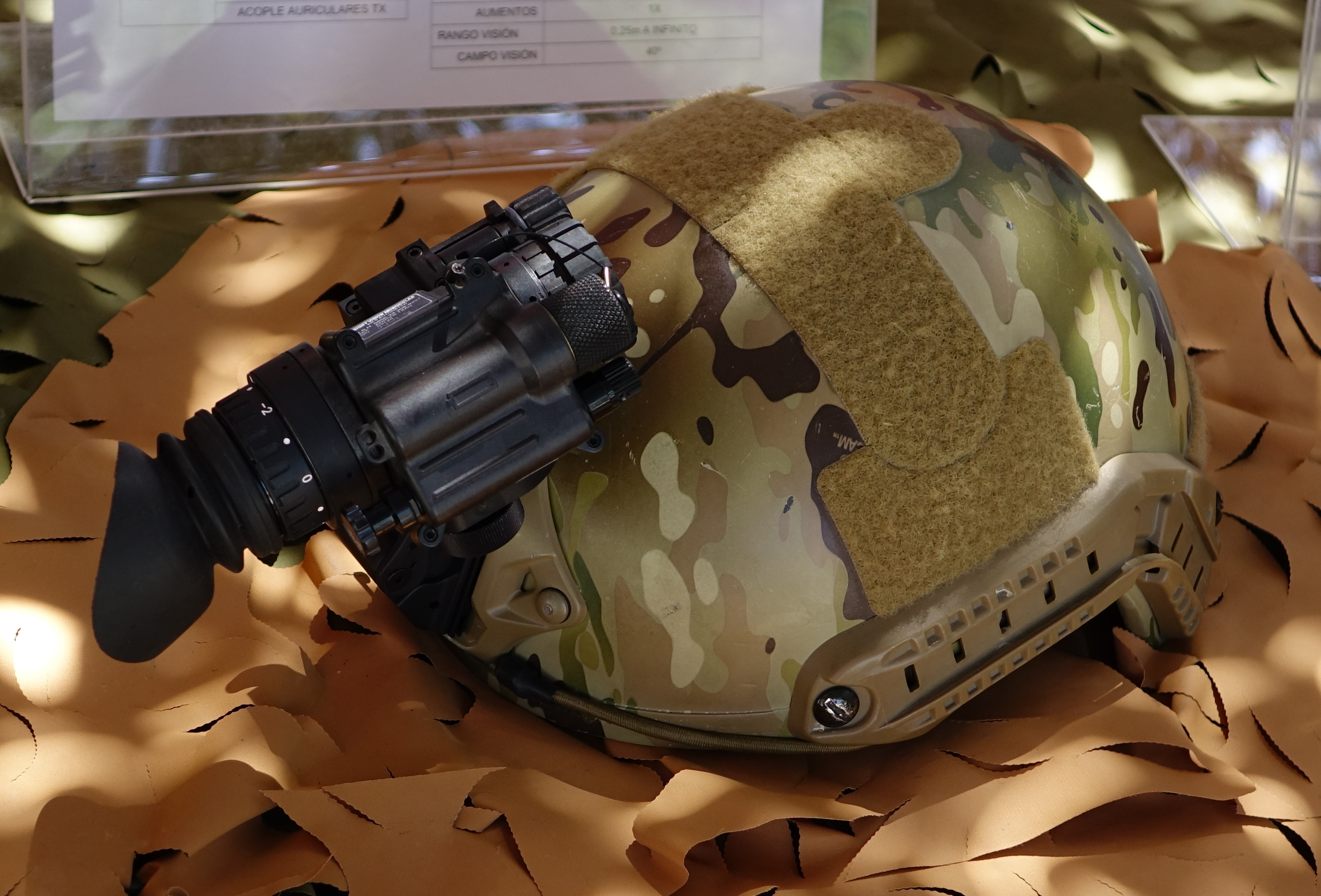
Шлем FAST с ПНВ Newcon NVS-14 сухопутных войск Испании

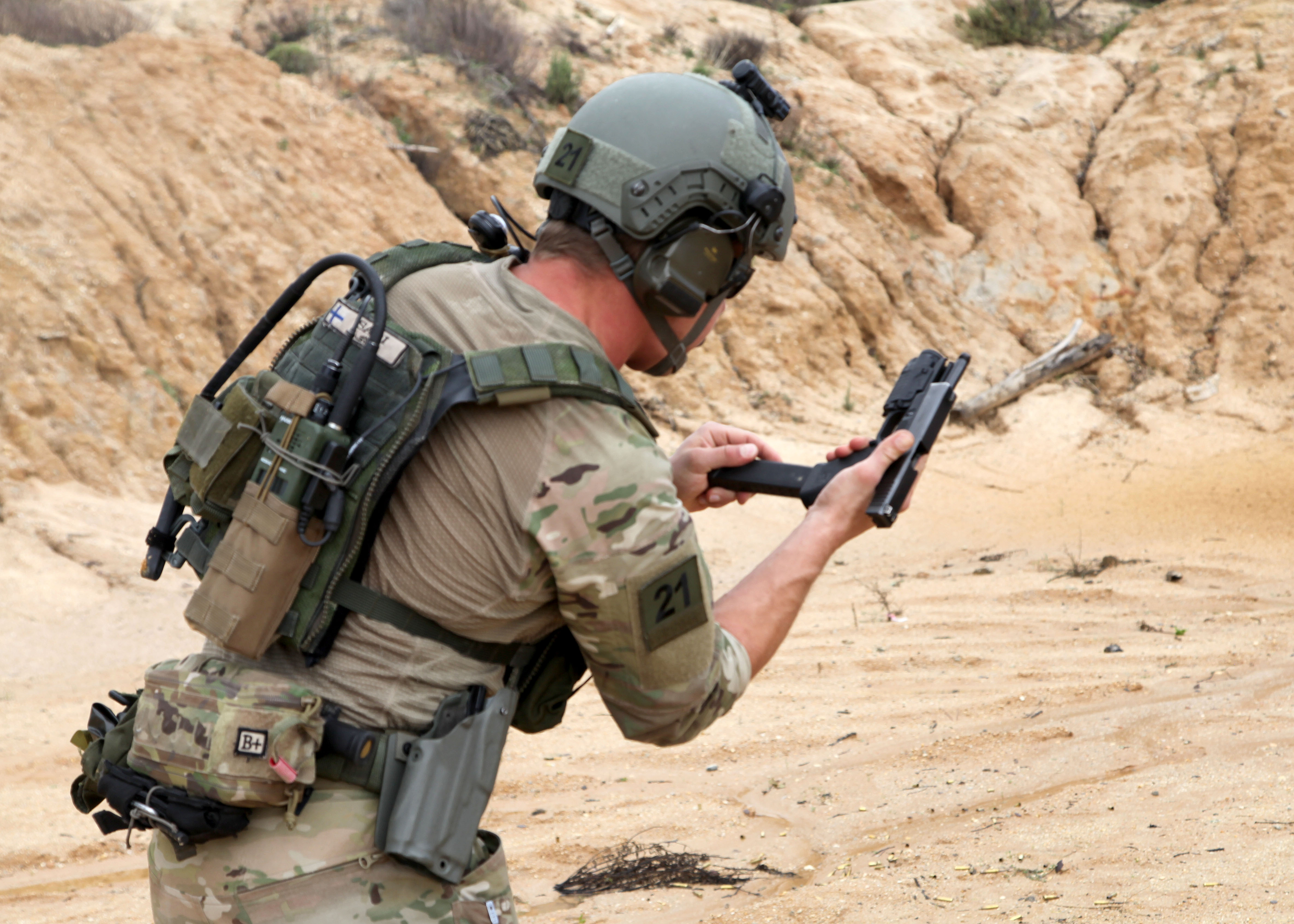
Военнослужащий сил специального назначения ВМС Финляндии в шлеме FAST Maritime на учениях Trident Juncture. Октябрь 2015 г.

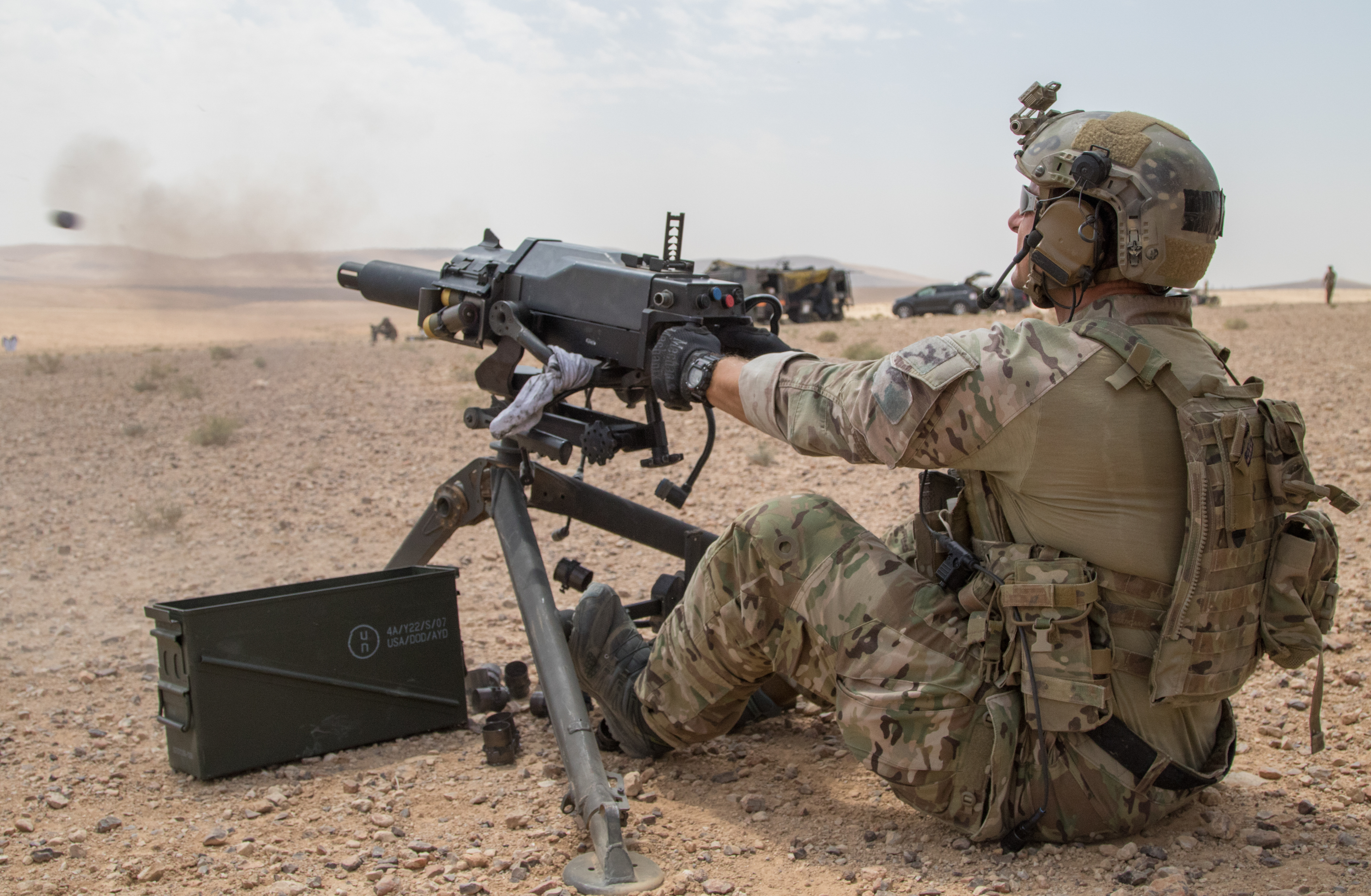
Военнослужащий Командования специальных операций Армии США в БЗК (шлем FAST и БЖ) ведёт огонь из гранатомёта Mk 47 Striker на полигоне в Аммане (Иордания), 2019

Future Assault Shell Technology (с англ. — «Перспективный штурмовой шлем»), сокр. FAST, — боевой шлем личного состава сил специальных операций и правоохранительных органов (полицейских спецподразделений) США.
FAST — от начала фразы FAST-ARC Accessory Rail Connectors (рельсовые разъёмы для быстрой установки вспомогательного оборудования) — характеризует особенность данной серии шлемов с заложенной при проектировании возможностью интеграции различных систем обеспечения боевой эффективности, в частности владение обстановкой посредством коммуникационных сетей, также защитой органов зрения, слуха и органов дыхания.
Ops-Core — компания, освоившая технологию изготовления шлема и наладившая его серийное производство. В 2011 году Ops-Core была поглощена и в настоящее время является составной частью Gentex Corporation.

## История создания
Шлем разработан Исследовательской лабораторией сухопутных войск в сотрудничестве с Natick Soldier Research, Development and Engineering Center (NSRDEC) и Program Executive Office Soldier в рамках программы сухопутных войск ManTech (англ. Army Manufacturing Technology Program). В ходе выполнения программы параллельно была создана другая модель шлема, известная как Enhanced Combat Helmet (ECH).
Целевая установка программы ManTech состояла в разработке принципиально новой методологии массового изготовления сложных по форме оболочек путём соединения слоёв различных термопластичных материалов. Попутно компания стала пионером инновационной технологии формования и процесса изготовления преформ, позволившим сократить трудоёмкость изготовления на 40 % и количество отходов на 70 %, что являлось важным с учётом высокой стоимости компонентов.
До усовершенствований в рамках программы ManTech материал каждого защитного шлема ВС США представлял термореактивную композицию арамидного волокна (фактически ткани) с поливинилбутираль (ПВБ)-фенольной смолой. Несмотря на ряд качественных улучшений в области арамидных волокон, материал — органотекстолит — и технология получения оболочек из него для шлема ACH не изменились за 30 лет. Программа ManTech была сосредоточена на устранении технологических барьеров, препятствовавших созданию нового класса новаторских защитных материалов, включая новые марки Dyneema, Spectra и арамиды с термопластичным покрытием.
Название FAST было предложено компанией-изготовителем Ops-Core в 2005 году. В 2008 году Ops-Core представила прототип шлема с устройством фиксации шлема Head-LocTM на выставке SHOT show. Публично шлем демонстрировался на ежегодной выставке SHOT show в 2009 году. Шлем FAST был поставлен Силам специальных операций США, в Афганистане не позднее 2011 года.
В 2019 году Командование специальных операций США выдало контракт Gentex на поставку улучшенной модификации шлемов FAST — Ops-Core FAST SF Super High Cut Helmets стоимостью 95 млн долларов.

## Особенности
Серия шлемов FAST отличается характерной формой защитной оболочки с большими боковыми вырезами под ушные раковины. За счёт уменьшения площади защиты боковых проекций шлема стало возможным: усилить защиту задней затылочной кости; оптимизировать распределение масс для обеспечения устойчивости шлема и его интеграции с нашлемным оборудованием. Подобный тип конструкции с уменьшенной площадью защиты боковых проекций впервые был использован в шлеме MICH (2002), принятом на вооружение спецподразделений ВС США.
FAST оснащён устройствами крепления и фиксации шлема, боковыми направляющими планками, подобными планкам Пикатинни для установки нашлемного оборудования, например фонаря, камеры, фильтрационной маски и т. п.
По сравнению со стандартными боевыми шлемами США масса шлема FAST уменьшена на 25 %. Важной особенностью шлема является начало применение в конструкции волокон сверхвысокомолекулярного полиэтилена высокой плотности (СВМПЭ). Состав композиции защитной части шлема FAST засекречен, однако известно, что базовый вариант шлема выполнен из гибридного композита на основе однонаправленного сверхвысокомолекулярного ПЭВП (СВМПЭ), углеродного волокна и арамидной ткани.
Конструкция шлема позволяет быстро устанавливать на нем дополнительное оборудование, например, носимые гарнитуры связного оборудования, крепление которого осуществляется при помощи направляющих («планок Пикатинни») на боковых поверхностях шлема.
Масса стандартного варианта шлема (размер L) составляет 1225 г. За счёт новаторского материала оболочки на основе СВМПЭ в боевых вариантах шлема FAST обеспечена повышенная стойкость к пистолетным пулям короткоствольного оружия. Шлем может оснащаться боковыми монтажными направляющими, запатентованными Gentex Corp. в 2014 году, для установки вспомогательных устройств типа очков ночного видения и гарнитур связного оборудования.
На шлем могут устанавливаться планки крепления очков ночного видения и гарнитуры связного оборудования.

## Модификации шлема FAST
- FAST ST (ранее: FAST Ballistic): базовый вариант шлема, материал на основе арамидной ткани, углеродного волокна и СВМПЭ. Толщина оболочки шлема 7,4 мм, стойкость по V50[англ.] к осколочному имитатору массой 1,1 г составляет 610 м/с. Здесь и ниже приведены минимальные значения стойкости V50 по ТУ[8].
- FAST XP: Улучшенный вариант ST, материал оболочки содержит большее количество арамидного волокна, чем ST. Форма, толщина оболочки и масса шлема не изменились, но стойкость, V50, была повышена. Для имитатора 1,1  г она составляет 725 м/с[9].
- FAST MT (также FAST Maritime — морской): отличается наибольшей площадью боковых вырезов (англ. Super High Cut Helmet) в расчёте на более крупную гарнитуру средств связи, и, соответственно, меньшей площадью защиты. Толщина оболочки 6,4 мм, защитные характеристики такие же, как у шлема ACH при меньшей на 42 % массе шлема относительно последнего[10].
- FAST SF: усовершенствованный вариант шлема MT с повышенной стойкостью, который в перспективе предназначен для его замены. Один из наиболее распространённых вариантов шлема FAST. По сравнению с МТ дополнительно уменьшена площадь защиты, масса шлема снижена на 8 %. Для размера L масса оболочки 655 г, масса шлема в сборе 1090 г. Толщина оболочки 5,6 мм, стойкость при обстреле имитатором 1,1 г (V50) повышена до 700 м/с. При этом сохраняется совместимость с гарнитурами FAST[11].
- FAST RF1: последняя модификация в серии шлемов FAST, способная работать при обстреле пулями винтовочных патронов по стандарту NIJ 0101.07 RF1. Тип шлема такой же, как у SF, толщина оболочки увеличена до 10,2 мм, соответственно увеличена масса шлема (1596 г), что делает его самым тяжёлым среди серии FAST. Стойкость (V50) при обстреле имитатором 1,1 г также значительно выше и составляет 1341 м/с. Шлем RF1 выдерживает пулю НАТО M80 7,62 × 51 мм с ударной скоростью 847 м/с, пулю М193 5,56 × 45 мм НАТО с ударной скоростью 990 м/с, и пулю ПС калибра 7,62 × 39 мм при скорости 725 м/с[12].

## Стойкость шлема
Обеспечивает защиту от пистолетных пуль патрона 9×19 мм Парабеллум и аналогичных, однако по стойкости превосходит шлем АСН.
По защитным характеристикам выделяется модификация FAST RF1 — представитель новейшего поколения инновационных защитных шлемов. При массе среднего размера 1,59 кг шлем помимо защиты от осколков и пистолетных пуль обеспечивает защиту от пуль калибра 7,62 × 39 мм (с обычной пулей) при ударной скорости 725 м/с. Толщина оболочки шлема увеличена до 10 мм. Из данных, приведённых во второй таблице, следует что бронешлем FAST RF1 способен выдержать поражение указанными боеприпасами при стрельбе практически в упор.
| Масса осколка, г                                             | 0,13 | 0,259 | 1,04 | 4,15 | 1,1 (FSP) |
| ------------------------------------------------------------ | ---- | ----- | ---- | ---- | --------- |
| Предельная скорость пробития V50, м/с (минимальные значения) | 1844 | 1699  | 1409 | 960  | 1341      |

Примечание: Испытания 2-я видами осколочных имитаторов: а) тип RCC — прямой цилиндр с длиной, равной диаметру (массами от 0,13 до 4,15 г); б) тип FSP — тупоголовый боёк с площадкой притупления (масса 1,1 г) по MIL-PRF-46593.
| Тип пули                       | Предельная скорость пробития по V0 RTP, м/с |
| ------------------------------ | ------------------------------------------- |
| 9mm FMJ RN²                    | 426                                         |
| 7,62 × 39 mm MSC³              | 725                                         |
| 7,62 × 51 mm M80 Ball NATO FMJ | 847                                         |
| 5.56mm M193 BT                 | 990                                         |

Примечание:
1. Собственные испытания Gentex на одном размере XL шлема;
2. Очевидно Round Nose — тупоголовая пуля;
3. Очевидно MSC = Mild Steel Core — сердечник из углеродистой стали.